# Col d'Angarskyï
Le col d'Angarskyï (en ukrainien : Ангарський перевал, Angars'kyï pereval ; en russe : Ангарский перевал, Angarski pereval ; en tatar de Crimée : Anğara boğazı) est un col des monts de Crimée.

## Géographie
Le col est le point le plus élevé de la route M-18 (section de la route européenne 105), qui relie Simferopol à Alouchta, à 752 m d'altitude. Il emprunte son nom à la rivière Angara, un affluent du Salhir.

## Histoire
Au cours du Moyen Âge, un sentier permettait de franchir le col. Une première route postale empruntant le col d'Angarskyï fut réalisée en 1824–1826. Au fil du temps, la route fut améliorée et le trolleybus de Crimée reliant Simferopol à Yalta par le col d'Angarskyï et Alouchta, sur la mer Noire, fut mis en service en 1959.
Aujourd'hui (2008), le col comporte un poste du Service de contrôle des véhicules (en ukrainien : ДАІ, Державна Автомобільна Інспекція, DAI, Derjavna Avtomobil'na Inspektsiia), un poste de contrôle et un arrêt du trolleybus.

## Tourisme
Le col d'Angarskyï est un site touristique fréquenté en hiver, car on peut y pratiquer le ski de janvier à mars. Dans les environs du col, la course d'orientation est un sport populaire. Au col même on vend du miel de la région.